# Liste der Gemeinden in Yukon
Diese Liste führt die Gemeinden im kanadischen Yukon-Territorium auf. Es gibt derzeit nur acht offizielle Gemeinden. Diese Gemeinden haben den Status einer Stadt (englisch City), einer Kleinstadt (englisch Town) oder eines Dorfes (englisch Village).  Bei den restlichen Siedlungen handelt es sich um unselbständige Gemeinden (englisch unincorporated communities).

## Liste der Städte
Die folgende Tabelle enthält die offiziellen Gemeinden des Territoriums, ihre Gemeindestatus sowie ihre Einwohnerzahlen aus den jeweiligen Volkszählungen von Statistics Canada, der nationalen Statistikagentur Kanadas.
| Gemeinde        | Gemeinde- status | Einwohnerzahl | Einwohnerzahl | Einwohnerzahl | Einwohnerzahl | Einwohnerzahl | Einwohnerzahl | Einwohnerzahl |
| Gemeinde        | Gemeinde- status | 01991         | 01996         | 02001         | 02006         | 02011         | 02016         |               |
| --------------- | ---------------- | ------------- | ------------- | ------------- | ------------- | ------------- | ------------- | ------------- |
| Carmacks        | Village          | 349           | 466           | 431           | 425           | 503           | 493           |               |
| Dawson          | Town             | 1.089         | 1.287         | 1.251         | 1.327         | 1.319         | 1.375         |               |
| Faro            | Town             | 1.221         | 1.261         | 313           | 341           | 344           | 348           |               |
| Haines Junction | Village          | 477           | 574           | 531           | 589           | 593           | 613           |               |
| Mayo            | Village          | 243           | 324           | 366           | 248           | 226           | 200           |               |
| Teslin          | Village          | 181           | 189           | 123           | 141           | 122           | 124           |               |
| Watson Lake     | Town             | 912           | 993           | 912           | 846           | 802           | 790           |               |
| Whitehorse      | City             | 17.925        | 19.157        | 19.058        | 20.461        | 23.276        | 25.085        |               |

## Liste der sonstigen Siedlungen
Die anderen Siedlungen haben einen Status als:
- Hamlet
- Indian settlement
- Self government
- Settlement
- Unorganized

### Liste
| - Aishihik - Barlow - Bear Creek - Beaver Creek - Beloud Post - Big Salmon - Braeburn - Burwash Landing - Canyon - Carcross - Champagne Landing 10 - Clear Creek - Clinton Creek - Conrad - Cowley - Dalton Post - Destruction Bay - Elsa - Fort Selkirk | - Frances Lake - Gordon Landing - Granville - Herschel - Ibex Valley - Johnsons Crossing - Keno City - Klondike - Kluane - Klukshu - Koidern - Lake Laberge 1 - Lansdowne - Lansing - Last Chance - Little Salmon - Lower Laberge - MacRea | - Mamoudzou - Mason Landing - McClintock - McQuesten - Mendenhall Landing - Minto - Minto Bridge - Moosehide - Mount Lorne - Ogilvie - Old Crow - Paris - Pelly Crossing - Rancheria - Readford - Robinson - Ross River - Scroggie Creek - Selwyn | - Snag - Stewart Crossing - Stewart River - Sulphur - Swift River - Tagish - Talhini - Teslin Crossing - Teslin Post 13 - Thistle Creek - Two and One-Half Mile Village - Two Mile Village - Upper Laberge - Upper Liard - Watson - Wernecke - West Dawson - Yukon Crossing |